# Dẫu biết
Dẫu biết (tiếng Hàn: 알고있지만,; Romaja: Algoitjiman,; dịch nghĩa đen: "I Know But,") là một bộ phim truyền hình Hàn Quốc phát sóng năm 2021, với sự tham gia của Han So-hee, Song Kang và Chae Jong-hyeop. Dựa trên một webtoon nổi tiếng cùng tên được xuất bản lần đầu trên Naver Webtoon, phim kể về mối quan hệ của hai người trẻ bị thu hút bởi nhau nhưng lại hoài nghi về tình yêu, các mối quan hệ trong quá khứ của họ. Phim được phát sóng tại Hàn Quốc vào thứ Bảy hàng tuần trên kênh JTBC lúc 23:00 (KST) từ ngày 19 tháng 6 đến ngày 21 tháng 8 năm 2021, và quốc tế trên nền tảng Netflix.

## Nội dung
Mối tình lãng mạn nhưng không chắc chắn giữa một sinh viên nữ không còn tin tưởng vào tình yêu với một sinh viên nam lẳng lơ, không muốn ràng buộc vào một mối quan hệ.

## Dàn diễn viên

### Diễn viên chính
- Han So-hee trong vai Yoo Na-bi

Nữ sinh viên khoa Điêu khắc của Đại học Hongseo, đã không còn tin tưởng vào tình yêu nhưng vẫn muốn hẹn hò. Vì trải nghiệm nghiệt ngã với bạn trai cũ, cô không còn tin vào định mệnh và thề sẽ không bao giờ yêu nữa.
- Song Kang trong vai Park Jae-eon

Nam sinh viên khoa Điêu khắc của Đại học Hongseo, người nghĩ rằng các mối quan hệ là một điều phiền toái nhưng lại thích tán tỉnh. Anh ấy tốt bụng và thân thiện với mọi người nhưng thực ra không quan tâm đến người khác. Anh là một chuyên gia về không thể hiện cảm xúc thật của mình.
- Chae Jong-hyeop trong vai Yang Do-hyeok

Người bạn thời thơ ấu của Na-bi. Anh có một chương trình nấu ăn nổi tiếng trên YouTube.
- Lee Yul-eum trong vai Yoon Seol-ah

Bạn học cấp hai của Jae-eon và là bạn gái cũ.
- Yang Hye-ji trong vai Oh Bit-na

Bạn thân của Na-bi.

### Vai phụ
- Kim Min-gwi trong vai Nam Gyu-hyun, bạn thân nhất của Bit-na[13]
- Lee Ho-jung trong vai Yoon Sol, bạn thân nhất của Ji-wan[14]
- Yoon Seo-ah trong vai Seo Ji-wan, bạn thân nhất của Sol[15]
- Jung Jae-kwang trong vai Ahn Kyung-joon, Jae-eon và tiền bối của Na-bi[16]
- Han Eu-ddeum trong vai Min-young, trợ giảng của khoa Điêu khắc[17]
- Yoon Sa-bong trong vai Jung Sook-eun, dì của Na-bi, người đã nuôi nấng cô như con gái[18]
- Seo Hye-won trong vai Jang Se-young, hậu bối của Na-bi[19]
- Lee Seung-hyub trong vai Joo Hyuk[20][21]
- Kim Moo-jun trong vai Yoo Se-hoon[22]
- Yoo Ji-hyun trong vai Yoon-ji[23]
- Son Bo-seung trong vai Min-sang, thành viên cấp cao của nhóm sinh viên nghệ thuật xã hội[24]
- Lee Jung-ha trong vai Kim Eun-han

### Khách mời
- Choi Sung-jae trong vai Yoo Hyeon-woo, bạn trai cũ của Na-bi[25]
- Ha Do-kwon[26]
- Go Won-hee trong vai một cô gái ở quán bar[27]
- Seo Jeong-yeon trong vai mẹ của Jae-eon[28][29]

## Sản xuất
- Buổi đọc kịch bản đầu tiên của dàn diễn viên được tổ chức vào ngày 5 tháng 3 năm 2021 và quá trình quay phim bắt đầu cùng tháng.[30]
- Vào ngày 3 tháng 6 năm 2021, có thông tin tiết lộ rằng một số tập của bộ phim đang được thảo luận để phát sóng dưới mức xếp hạng 19.[31]
- Vào tháng 7 năm 2021, nam diễn viên Kim Min-gwi đã vướng vào một cuộc tranh cãi khi một bài báo về cuộc sống cá nhân của anh ấy được đăng trên mạng xã hội. Vì điều này, JTBC đã ra thông báo vào ngày 28 cùng tháng rằng sự xuất hiện của anh ấy trên phim sẽ được chỉnh sửa cắt cảnh càng nhiều càng tốt từ tập 8.[32][33]

## Nhạc phim

### Phần 1
| Phát hành 19 tháng 6 năm 2021 | Phát hành 19 tháng 6 năm 2021 | Phát hành 19 tháng 6 năm 2021 | Phát hành 19 tháng 6 năm 2021 | Phát hành 19 tháng 6 năm 2021 | Phát hành 19 tháng 6 năm 2021 |
| STT                           | Nhan đề                       | Phổ lời                       | Phổ nhạc                      | Ca sĩ                         | Thời lượng                    |
| ----------------------------- | ----------------------------- | ----------------------------- | ----------------------------- | ----------------------------- | ----------------------------- |
| 1.                            | "We're Already" (우린 이미)   | Kimmuseum                     | Kimmuseum Jemn                | Kimmuseum                     | 3:58                          |
| 2.                            | "We're Already" (Inst.)       |                               | Kimmuseum Jemn                |                               | 3:58                          |
| Tổng thời lượng:              | Tổng thời lượng:              | Tổng thời lượng:              | Tổng thời lượng:              | Tổng thời lượng:              | 7:56                          |

### Phần 2
| Phát hành 27 tháng 6 năm 2021 | Phát hành 27 tháng 6 năm 2021 | Phát hành 27 tháng 6 năm 2021 | Phát hành 27 tháng 6 năm 2021 | Phát hành 27 tháng 6 năm 2021 | Phát hành 27 tháng 6 năm 2021 |
| STT                           | Nhan đề                       | Phổ lời                       | Phổ nhạc                      | Ca sĩ                         | Thời lượng                    |
| ----------------------------- | ----------------------------- | ----------------------------- | ----------------------------- | ----------------------------- | ----------------------------- |
| 1.                            | "Nevertheless" (알고있지만)   | Eaeon                         | Lee Neung-ryong Eaeon         | Night Off                     | 3:32                          |
| 2.                            | "Nevertheless" (Inst.)        |                               | Lee Neung-ryong Eaeon         |                               | 3:32                          |
| Tổng thời lượng:              | Tổng thời lượng:              | Tổng thời lượng:              | Tổng thời lượng:              | Tổng thời lượng:              | 7:04                          |

### Phần 3
| Phát hành 4 tháng 7 năm 2021 | Phát hành 4 tháng 7 năm 2021 | Phát hành 4 tháng 7 năm 2021 | Phát hành 4 tháng 7 năm 2021 | Phát hành 4 tháng 7 năm 2021 | Phát hành 4 tháng 7 năm 2021 |
| STT                          | Nhan đề                      | Phổ lời                      | Phổ nhạc                     | Ca sĩ                        | Thời lượng                   |
| ---------------------------- | ---------------------------- | ---------------------------- | ---------------------------- | ---------------------------- | ---------------------------- |
| 1.                           | "Whisper"                    | Park Ji-woo                  | Park Ji-woo                  | Park Ji-woo                  | 2:50                         |
| 2.                           | "Whisper" (Inst.)            |                              | Park Ji-woo                  |                              | 2:50                         |
| Tổng thời lượng:             | Tổng thời lượng:             | Tổng thời lượng:             | Tổng thời lượng:             | Tổng thời lượng:             | 5:40                         |

### Phần 4
| Phát hành 11 tháng 7 năm 2021 | Phát hành 11 tháng 7 năm 2021 | Phát hành 11 tháng 7 năm 2021 | Phát hành 11 tháng 7 năm 2021 | Phát hành 11 tháng 7 năm 2021 | Phát hành 11 tháng 7 năm 2021 |
| STT                           | Nhan đề                       | Phổ lời                       | Phổ nhạc                      | Ca sĩ                         | Thời lượng                    |
| ----------------------------- | ----------------------------- | ----------------------------- | ----------------------------- | ----------------------------- | ----------------------------- |
| 1.                            | "Butterfly"                   | J.Una                         | J.Una                         | J.Una                         | 3:14                          |
| 2.                            | "Butterfly" (Inst.)           |                               | J.Una                         |                               | 3:14                          |
| Tổng thời lượng:              | Tổng thời lượng:              | Tổng thời lượng:              | Tổng thời lượng:              | Tổng thời lượng:              | 6:28                          |

### Phần 5
| Phát hành 18 tháng 7 năm 2021 | Phát hành 18 tháng 7 năm 2021 | Phát hành 18 tháng 7 năm 2021 | Phát hành 18 tháng 7 năm 2021 | Phát hành 18 tháng 7 năm 2021 | Phát hành 18 tháng 7 năm 2021 |
| STT                           | Nhan đề                       | Phổ lời                       | Phổ nhạc                      | Ca sĩ                         | Thời lượng                    |
| ----------------------------- | ----------------------------- | ----------------------------- | ----------------------------- | ----------------------------- | ----------------------------- |
| 1.                            | "Heavy Heart"                 | Rio                           | Rio                           | Rio                           | 3:34                          |
| 2.                            | "Heavy Heart" (Inst.)         |                               | Rio                           |                               | 3:34                          |
| Tổng thời lượng:              | Tổng thời lượng:              | Tổng thời lượng:              | Tổng thời lượng:              | Tổng thời lượng:              | 7:08                          |

### Phần 6
| Phát hành 24 tháng 7 năm 2021 | Phát hành 24 tháng 7 năm 2021 | Phát hành 24 tháng 7 năm 2021 | Phát hành 24 tháng 7 năm 2021 | Phát hành 24 tháng 7 năm 2021 | Phát hành 24 tháng 7 năm 2021 |
| STT                           | Nhan đề                       | Phổ lời                       | Phổ nhạc                      | Ca sĩ                         | Thời lượng                    |
| ----------------------------- | ----------------------------- | ----------------------------- | ----------------------------- | ----------------------------- | ----------------------------- |
| 1.                            | "Love Me Like That"           | Sam Kim Zac Poor              | Sam Kim Maxx Song Zac Poor    | Sam Kim                       | 3:31                          |
| 2.                            | "Love Me Like That" (Inst.)   |                               | Sam Kim Maxx Song Zac Poor    |                               | 3:31                          |
| Tổng thời lượng:              | Tổng thời lượng:              | Tổng thời lượng:              | Tổng thời lượng:              | Tổng thời lượng:              | 7:02                          |

### Phần 7
| Phát hành 31 tháng 7 năm 2021 | Phát hành 31 tháng 7 năm 2021       | Phát hành 31 tháng 7 năm 2021 | Phát hành 31 tháng 7 năm 2021 | Phát hành 31 tháng 7 năm 2021 | Phát hành 31 tháng 7 năm 2021 |
| STT                           | Nhan đề                             | Phổ lời                       | Phổ nhạc                      | Ca sĩ                         | Thời lượng                    |
| ----------------------------- | ----------------------------------- | ----------------------------- | ----------------------------- | ----------------------------- | ----------------------------- |
| 1.                            | "Fall in Love" (나도 모르는 사이에) | Doko                          | Doko                          | Jukjae                        | 3:59                          |
| 2.                            | "Fall in Love" (Inst.)              |                               | Doko                          |                               | 3:59                          |
| Tổng thời lượng:              | Tổng thời lượng:                    | Tổng thời lượng:              | Tổng thời lượng:              | Tổng thời lượng:              | 7:58                          |

### Phần 8
| Phát hành 7 tháng 8 năm 2021 | Phát hành 7 tháng 8 năm 2021 | Phát hành 7 tháng 8 năm 2021 | Phát hành 7 tháng 8 năm 2021 | Phát hành 7 tháng 8 năm 2021 | Phát hành 7 tháng 8 năm 2021 |
| STT                          | Nhan đề                      | Phổ lời                      | Phổ nhạc                     | Ca sĩ                        | Thời lượng                   |
| ---------------------------- | ---------------------------- | ---------------------------- | ---------------------------- | ---------------------------- | ---------------------------- |
| 1.                           | "So Tender"                  | Choi Su-mi                   | Kim Byung-gyu                | Say Sue Me                   | 4:28                         |
| 2.                           | "So Tender" (Inst.)          |                              | Kim Byung-gyu                |                              | 4:28                         |
| Tổng thời lượng:             | Tổng thời lượng:             | Tổng thời lượng:             | Tổng thời lượng:             | Tổng thời lượng:             | 8:52                         |

## Tỷ suất người xem
Trong bảng dưới, số màu xanh chỉ tỷ suất người xem thấp nhất, số màu đỏ chỉ tỷ suất người xem cao nhất.
| Tập | Ngày phát sóng      | Tựa đề                                                                    | Tỷ suất người xem (Nielsen Hàn Quốc) | Tỷ suất người xem (Nielsen Hàn Quốc) |
| Tập | Ngày phát sóng      | Tựa đề                                                                    | Toàn quốc                            | Seoul                                |
| --- | ------------------- | ------------------------------------------------------------------------- | ------------------------------------ | ------------------------------------ |
| 1   | 19 tháng 6 năm 2021 | Dẫu biết không có thứ gọi là định mệnh, (운명 따위 없다는 걸 알고있지만,) | 2,207%                               | 25%                                  |
| 2   | 26 tháng 6 năm 2021 | Dẫu biết người không chỉ có mình tôi, (나만이 아닌걸 알고있지만,)         | 1,253%                               | 1,2%                                 |
| 3   | 3 tháng 7 năm 2021  | Dẫu biết đã sớm bắt đầu, (이미 시작돼버린 걸 알고있지만,)                 | 1,173%                               | —                                    |
| 4   | 10 tháng 7 năm 2021 | Dẫu biết đó không phải tình yêu, (사랑은 아니란 걸 알고있지만,)           | 1,714%                               | —                                    |
| 5   | 17 tháng 7 năm 2021 | Dẫu biết sẽ chẳng có gì thay đổi, (변하는 건 없다는 걸 알고있지만,)       | 1,446%                               | —                                    |
| 6   | 24 tháng 7 năm 2021 | Dẫu biết không có thứ gọi là tình yêu, (사랑 따위 없다는 걸 알고있지만,)  | 1,309%                               | —                                    |
| 7   | 31 tháng 7 năm 2021 | Dẫu biết sẽ không có đường lui, (돌이킬 수 없다는 걸 알고있지만,)         | 1,457%                               | —                                    |
| 8   | 7 tháng 8 năm 2021  | Dẫu biết đó là lời nói dối, (거짓말이란 걸 알고있지만,)                   | 0,994%                               | —                                    |
| 9   | 14 tháng 8 năm 2021 | Dẫu biết tất cả đã kết thúc, (이미 끝이라는 걸 알고있지만,)               | 1,437%                               | —                                    |
| 10  | 21 tháng 8 năm 2021 | Dẫu biết thế, tôi vẫn (알고있지만, 그럼에도 불구하고)                     | 1,7%                                 | —                                    |

- Lưu ý: Bộ phim được phát sóng trên kênh truyền hình cáp/trả phí nên có lượng người xem thấp hơn các kênh truyền hình công cộng (KBS, SBS, MBC, EBS).